# Louis Benaerts
Louis Pierre Raoul Roger Benaerts, né le 18 juin 1868 à Paris XVIIe, mort le 31 décembre 1941 à Paris, est un historien français, professeur d'histoire et inspecteur d'académie.

## Biographie
Il est agrégé d’histoire et de géographie en 1890. Élève sortant de l’École normale supérieure (1887-1890), il est alors nommé, à titre provisoire, professeur d’histoire au lycée de Laval. Il enseigne ensuite au lycée de Rennes en 1892, puis au lycée Charlemagne en 1899, et au lycée Condorcet en 1901. Il devient docteur ès lettres en 1915.

## Publications
- L'Alliance française, conférence faite le 27 avril 1891, dans la salle des fêtes de l'Hôtel-de-ville de Laval, p,  Laval : imprimerie de L. Moreau, 1891, In-16, 29 p. ;
- Lycée de Laval. Année scolaire 1891-1892. Distribution des prix. Discours de M. Benaerts,... de M. Dominique,... de M. Ch. Le Breton,..., Laval, imp. de Vve C. Bonnieux, 1892. In-8°, 21 p. ;
- Lycée de Rennes. Le centenaire de Michelet, discours prononcé dans la salle des fêtes du lycée, le 13 juillet 1898, Rennes : Impr. des arts et manufactures, 1898, in-8° ;
- Saint Malo pendant le Consulat et l'Empire: Les Corsaires, 1803-1814, Oberthur, 1899, 39 p. ;
- Centenaire du lycée Condorcet... Livre d'or, Paris, H. Bouillant, 1904. In-8°, 89 p., fig., et fac-sim. ;
- L'Écosse, Melun, Impr. administrative, 1908. In-8°, 19 p., Ministère de l'instruction publique et des Beaux-Arts. Bibliothèque, Office et Musée de l'enseignement public, Musée pédagogique. Service des projections lumineuses. Notices sur les vues ;
- L'Irlande, Melun, Impr. administrative, 1908. In-8°, 23 p., Ministère de l'Instruction publique et des beaux-arts. Bibliothèque, office et musée, Musée pédagogique. Service des projections lumineuses. Notices sur les vues ;
- Le Régime consulaire en Bretagne : le département d'Ille-et-Vilaine durant le Consulat : 1799-1804, Paris : E. Champion, 1914, 383 p. in-8° ;
- Les commissaires extraordinaires de Napoléon 1er en 1814, 1915, Paris : F. Rieder, 1915, 239 p. ; in-8°, Collection :  Bibliothèque d'histoire moderne ;
- Louis Couturat, in Annuaire de l’Association amicale de secours des anciens élèves de l'Ecole normale supérieure, Paris, 1915 ;
- Choix de textes historiques, rédigé conformément aux programmes de 1925 pour la classe de troisième. La France de 1328 à 1610, Paris : A. Colin, 1926, in-16, 282 p., avec la collab. de Charles Samaran ;
- Lycée Pasteur. Discours prononcé à la distribution solennelle des prix le 12 juillet 1926, 1926, 4 p. ;
- Un lycée parisien durant quatre générations, le Lycée Condorcet (1804-1937), Cahors, impr. de Coueslant, (s. d.). In-8°, 20 p.